# Wojciech Nowicki
Wojciech Nowicki (* 22. Februar 1989 in Białystok) ist ein polnischer Leichtathlet, der sich auf den Hammerwurf spezialisiert hat. Er wurde im August 2021 Olympiasieger in Tokio und gewann mehrere Medaillen bei Weltmeisterschaften und wurde 2018, 2022 und 2024 Europameister.

## Sportliche Laufbahn
Erste internationale Erfahrungen sammelte Wojciech Nowicki im Jahr 2011 bei den U23-Europameisterschaften in Ostrava, bei denen er mit einer Weite von 72,20 m den fünften Platz belegte. Zwei Jahre später nahm er an der Sommer-Universiade in Kasan teil und erreichte auch dort mit 75,32 m Rang fünf. 2015 qualifizierte er sich erstmals für die Weltmeisterschaften in Peking und gelangte dort auf Anhieb bis in das Finale und gewann dort überraschend mit einem Wurf auf 78,55 m hinter seinem Landsmann Paweł Fajdek und dem Tadschiken Dilschod Nasarow die Bronzemedaille. Im Jahr darauf sicherte er sich auch bei den Europameisterschaften in Amsterdam mit 77,53 m die Bronzemedaille hinter Landsmann Fajdek und dem Weißrussen Iwan Zichan. Er qualifizierte sich damit auch für die Olympischen Spiele in Rio de Janeiro, bei denen er mit 77,73 m im Finale diesmal hinter Nasarow und Zichan seine dritte Bronzemedaille in Folge bei internationalen Großereignissen gewann.
2017 wurde Nowicki erstmals polnischer Meister, als er sich in Białystok überraschend gegen den favorisierten Fajdek durchsetzte. Anschließend gewann er bei den Weltmeisterschaften in London wie schon zwei Jahre zuvor in Peking mit einer Weite von 78,03 m im Finale die Bronzemedaille hinter Fajdek und dem als neutralen Athleten antretenden Russen Waleri Pronkin. Im Jahr darauf kürte er sich bei den Europameisterschaften in Berlin mit einer Weite von 80,12 m vor seinem Landsmann Fajdek erstmals zum Europameister und wurde anschließend beim Continental-Cup in Ostrava mit 71,74 m Sechster. Aufgrund seines Europameistertitels erhielt er 2019 ein Freilos für die Weltmeisterschaften in Doha, bei denen er zum dritten Mal in Folge die Bronzemedaille gewann. Er hatte im Wettkampf nur die viertbeste Weite erzielt, legte jedoch erfolgreich Einspruch wegen eines nicht erkannten ungültigen Wurfes des vor ihm platzierten Bence Halász ein. Er erhielt die Medaille nachträglich, aber auch Halász durfte seine Medaille behalten. Anschließend siegte er Mitte Oktober bei den Militärweltspielen in Wuhan mit einer Weite von 77,38 m. 2020 siegte er mit 78,07 m beim Gyulai István Memorial sowie mit 80,09 m beim Janusz Kusociński Memorial. Im Jahr darauf gewann er mit 80,77 m bei den Paavo Nurmi Games sowie mit 80,56 m beim Motonet GP. Im August nahm er erneut an den Olympischen Spielen in Tokio teil und siegte dort mit neuer persönlicher Bestleistung von 82,52 m im Finale vor dem Norweger Eivind Henriksen und seinem Landsmann Paweł Fajdek.
2022 siegte er mit 81,43 m beim Kip Keino Classic sowie 80,28 m beim Memoriał Ireny Szewińskiej. Kurz darauf siegte er mit 81,58 m beim Memoriał Janusza Kusocińskiego und gewann dann bei den Weltmeisterschaften in Eugene mit 81,03 m im Finale die Silbermedaille hinter Landsmann Paweł Fajdek. Im August siegte er mit 79,96 m beim Gyulai István Memorial und verteidigte anschließend bei den Europameisterschaften in München mit 82,00 m seinen Titel. Im Jahr darauf siegte er mit 79,78 m beim Kip Keino Classic sowie mit 77,18 m beim USATF Los Angeles Grand Prix und mit 80,00 m beim Memoriał Janusza Kusocińskiego. Im Juni wurde er bei der 1. Liga der Team-Europameisterschaft im Rahmen der Europaspiele in Chorzów mit 79,61 m Erster und sicherte sich damit ligenübergreifend die Goldmedaille. Im August gewann er bei den Weltmeisterschaften in Budapest mit 81,02 m im Finale die Silbermedaille hinter dem Kanadier Ethan Katzberg. 2024 gewann er bei den Europameisterschaften in Rom mit 80,95 m seinen dritten Titel in Folge. Anschließend belegte er bei den Olympischen Spielen in Paris mit 77,42 m im Finale den siebten Platz.
In den Jahren 2017 und 2018 sowie 2020 und 2022 wurde Nowicki polnischer Meister im Hammerwurf. Er ist Absolvent der Technischen Universität Białystok (Politechnika Białostocka). Er wurde bis 2012 von Bogumił Chlebiński trainiert und wird seitdem von Malwina Sobierajska betreut.

## Auszeichnungen
- Silbernes Verdienstkreuz der Republik Polen: 2016
- Orden Polonia Restituta, Offizier: 2021